# North West Cornice
North West Cornice är en bergsrygg på Heard Island i Heard- och McDonaldöarna (Australien).
Polarklimat råder i trakten. Årsmedeltemperaturen i trakten är −8 °C. Den varmaste månaden är januari, då medeltemperaturen är −2 °C, och den kallaste är augusti, med −11 °C.